# Padoue
Padoue es un municipio canadiense situado en la provincia de Quebec.

## Superficie
Padoue tiene una superficie de 66,66 km².

## Demografía
En 2021, tenía 250 habitantes, una densidad poblacional de 3,8 hab./km², y 123 viviendas.